# Mimosa steinbachii
Mimosa steinbachii är en ärtväxtart som beskrevs av Hermann August Theodor Harms. Mimosa steinbachii ingår i släktet mimosor, och familjen ärtväxter. Inga underarter finns listade i Catalogue of Life.